# ديفيد كلينتون
ديفيد كلينتون (بالإنجليزية: David Clinton)‏ هو دراج أمريكي، ولد في 2 يناير 1960 في Sun Valley, Los Angeles ‏ في الولايات المتحدة.